# Voo Air Inter 696
O Voo Air Inter 696 (IATA: IT 696) foi um voo operado por um Vickers Viscount 724 do Aeroporto de Lyon-Bron para o Aeroporto Clermont-Ferrand Auvergne. Em 27 de outubro de 1972, a aeronave caiu durante a aproximação final do Aeroporto de Lyon-Bron. Dos 68 ocupantes a bordo, entre passageiros e tripulantes, 60 morreram e 8 sobreviveram.

## Aeronave
O avião envolvido no acidente era um Vickers Viscount 724 prefixo F-BMCH, fabricado em 1955 e fez seu primeiro voo no mesmo ano. A aeronave era equipada com 4 motores Rolls-Royce Dart 506 [en]. Tinha 31 413 horas de voo e 26 330 ciclos (pousos e decolagens somados).

## Acidente
Em 27 de outubro de 1972, o Vickers Viscount 724 prefixo F-BMCH da Air Inter decolou do Aeroporto de Lyon-Bron às 18h48min, operando o voo IT 696 para o Aeroporto de Clermont-Ferrand. Em Clermont a maioria dos passageiros deve então pegar um voo para Bordeaux de Paris.
O Vickers Viscount transportava 63 passageiros e 5 tripulantes. Ele decolou de Lyon sob uma violenta tempestade, seu último contato de rádio com a torre de controle de Lyon às 19h20min e não respondeu mais às chamadas subsequentes.
Enquanto se aproximava para pousar no Aeroporto de Clermont-Ferrand, ele caiu por volta das 19h20min na floresta de La Faye, quase no topo do maciço do Mont Picot a uma altitude de 1000 metros, nas montanhas de Forez. O acidente ocorreu no limite dos departamentos de Loire, comuna de Noirétable, e Puy-de-Dôme, comuna de Viscomtat, estando o maciço entre as duas aldeias.

## Resgate
Apesar de 2.000 pessoas participarem da busca, ela foi particularmente longa porque inicialmente os serviços de emergência pensaram que o avião havia caído em Limagne; então, a pesquisa se concentrou em grande parte da serra de Forez. Um fazendeiro de Noirétable, cuja fazenda ficava no fundo do maciço, viu o avião passar a uma altitude anormalmente baixa, e quando ouviu no noticiário da noite que um avião se perdeu em Loire, ele fez a conexão. Dirigiu-se imediatamente à Gendarmaria e iniciou-se a busca no maciço do Picot com três equipas compostas por bombeiros, gendarmes e habitantes da localidade.
Os destroços só foram encontrados tarde da noite, à 1h30min, quando uma das equipas, composta por bombeiros, gendarmes e uma pessoa familiarizada com o maciço, chegou ao local. A aeronave colidiu com rochas e a parte traseira foi arremessada 200 metros adiante. Os sobreviventes, incluindo duas crianças, estavam todos nesta parte traseira do avião. Eles acompanharam o progresso dos socorristas na France Inter, um rádio-cassete que estava em uma mala colocada sob um assento que se ligou sozinho nesta estação em longas ondas durante o choque.
Às 5 da manhã, todos os feridos foram levados para os hospitais de Thiers e Clermont-Ferrand, os mortos foram colocados em macas na Croix du Gât, a um quilômetro de Mont Picot, depois levados para o Collège d'enseignement général [fr] (CEG) de Noirétable, cuja pátio, refeitório e outras salas do rés-do-chão serviam então de capela em chamas.
Em 29 de outubro de 1972, ocorreu uma cerimónia oficial com as famílias para o levantamento dos corpos da CEG na presença de Robert Galley [en], Ministro dos Transportes. Uma pequena cruz branca com uma placa marca foi colocada no local do impacto.

## Investigação
A investigação mostrou que a tripulação cometeu um erro de posicionamento em relação a um farol NDB. Uma falha da Localização de direção [en] seria a causa deste erro de navegação. Esta falha de indicação seria devido a interferência devido a condições de tempestade. Mas os pilotos não seguiram os procedimentos para calcular a sua posição em tempo de tempestade onde se sabe que a localização de direção pode dar indicações erradas e que por isso é necessário cruzar estes dados com outras fontes. Era o primeiro voo do capitão na rota Lyon-Clermont.
O Nível de álcool no sangue [en] do piloto era de 0,41 g/le do copiloto de 0,53 g/l, limiares bastante altos, mas na época não condenáveis.